# Kinneveds kyrka
Kinneveds kyrka är en kyrkobyggnad som tillhör Kinneveds församling i Skara stift. Den ligger strax utanför Kinnarp i Falköpings kommun.

## Kyrkobyggnad
Kyrkan är en absidkyrka i romansk stil från 1100- och 1200-talen. Murarna är av kalksten med fyllning av kullersten och bruk,(s.k. skalmur) i absiden är murarna 1,5 meter tjocka. Både på in- och utsidan är murarna putsade och vitkalkade. Utanför långhusets södra vägg finns "Kinnevedskistan", en romansk gravvård från 1100-talet med två kors i sten.
Tornet och den västligaste delen av långhuset är från 1820. Taket är täckt med spån och tornhuven med plåt. Före 1820 fanns vapenhuset på norra sidan, vilket då antagligen var försedd med huvudingången. Sakristian ombyggdes på 1780-talet och större fönster insattes i långhuset 1782. 
Kryssvalven inne i kyrkan är senmedeltida och dekorerades 1953 med grå och röda band i medeltida stil. Läktaren tillkom 1733, men flyttades 1820 då kyrkorummet förlängdes. 1786-87 gjorde man om altarprydnader, bänkar och sakristian.
År 1871 uppsattes ett nytt kors överst på tornets spira efter att det gamla blåst ned 1869.

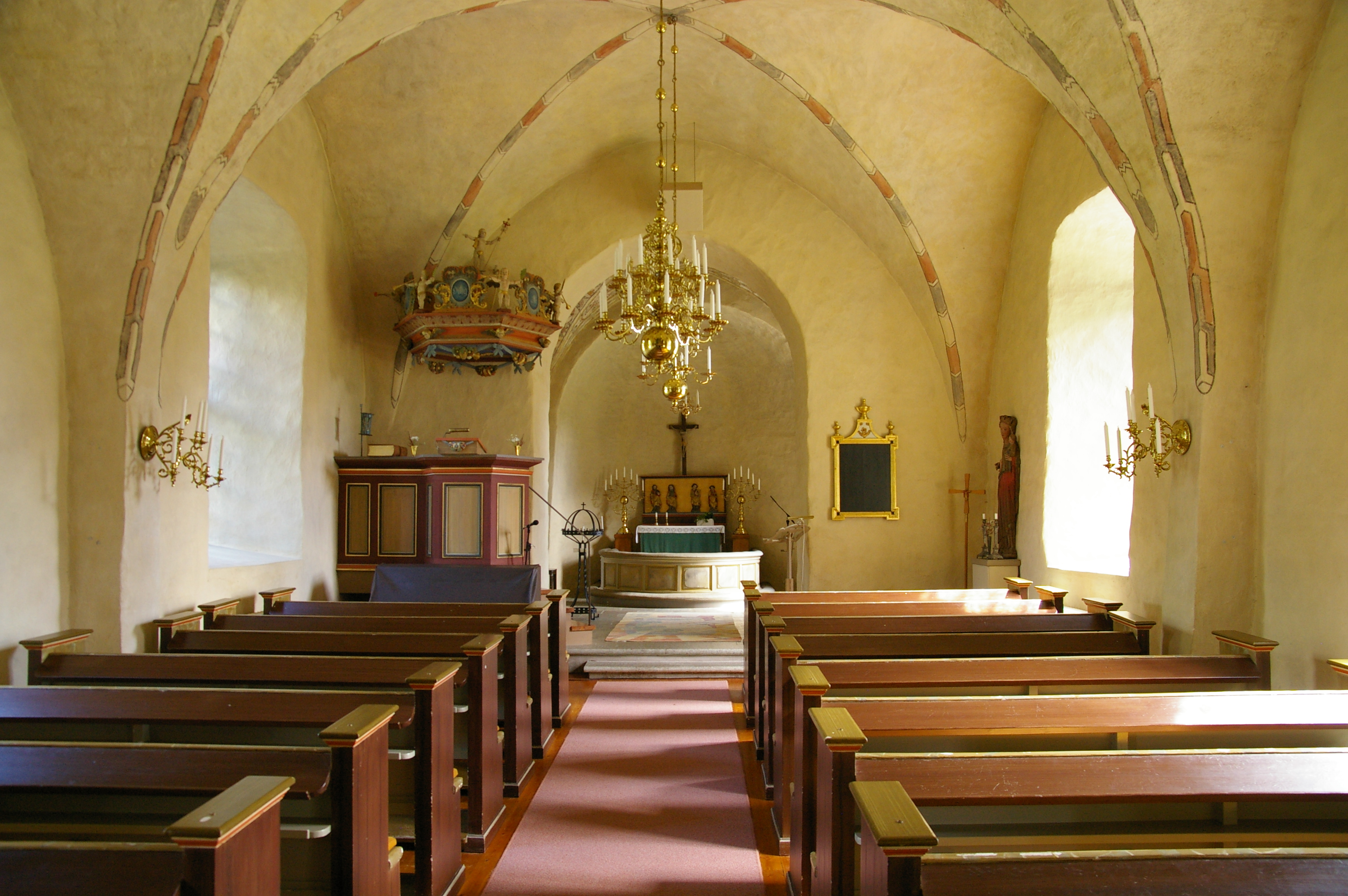
Interiör mot koret.
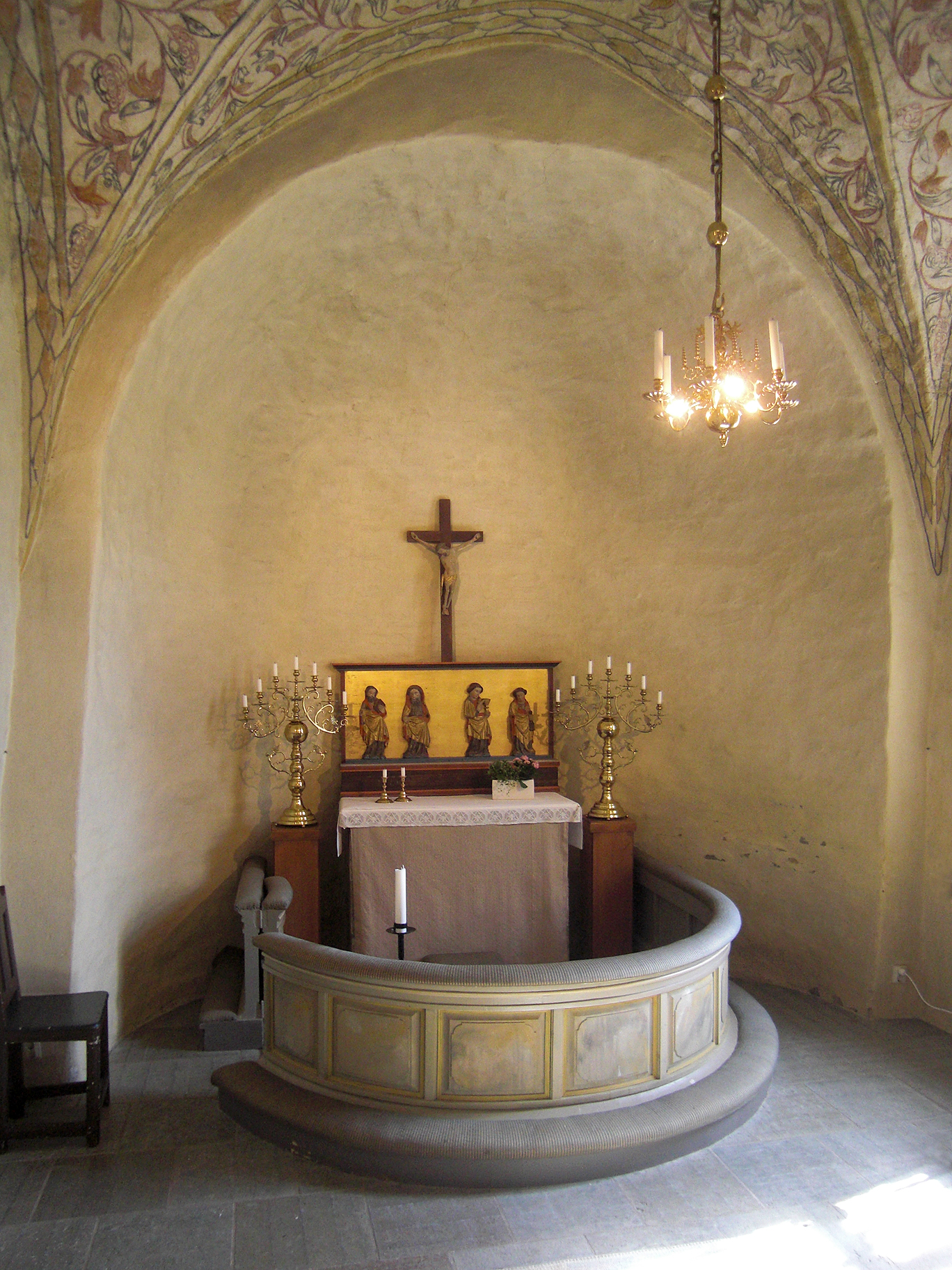
Koret med absid.
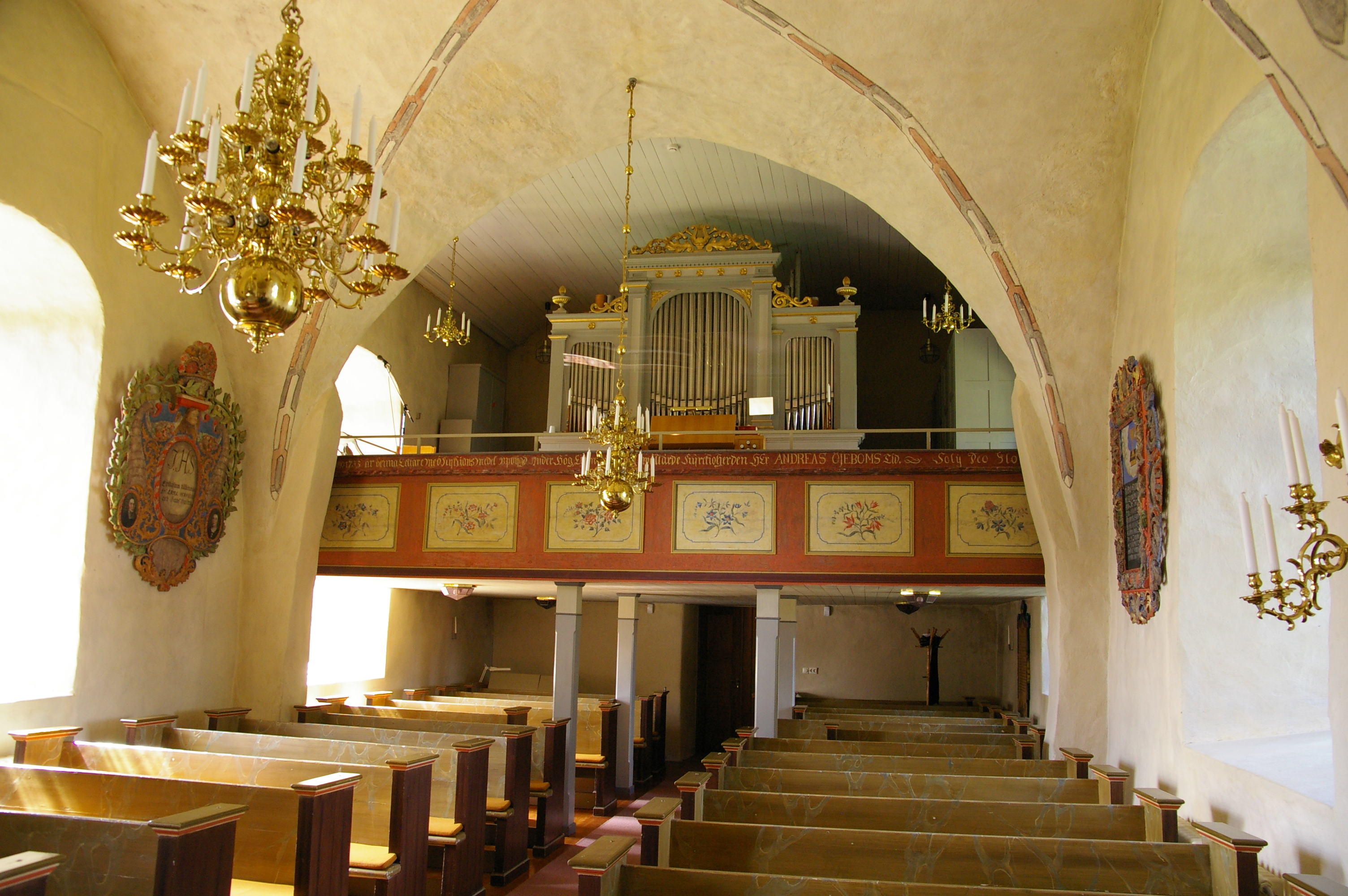
Interiör mot orgelläktaren.

## Inventarier
- Kyrkans äldsta föremål är dopfunten i sandsten från 1100-talet.
- Altarprydnaden består av ett krucifix och fyra manliga helgonbilder från senmedeltiden.
- Madonnaskulptur från 1400-talet utförd i ek. Höjd 140 cm. Maria och Kristusbarnet är skurna tillsammans. Med blekta och skadade färger,[1]
- Två epitafium i snidat trä från 1700-talet över kyrkoherden Carl Hodhelius 1691-1707 och ett över kyrkoherde Jakob Wallbom 1707-1727
- Predikstolen installerades år 1725.
- I sakristian hänger en tavla på prosten Jonas Öjebom (1744-77) och en tavla på kyrkoherde Fredrik Wennersten (1809-1880)

### Orgel
Orgeln är byggd 1980 av Frederiksborg Orgelbyggeri och har 21 stämmor fördelade på manual och pedal. Den stumma fasaden härstammar från 1885 års orgel, byggd av Salomon Molander och därifrån är även alla fem stämmorna bevarade i det nuvarande verket.

## Bilder

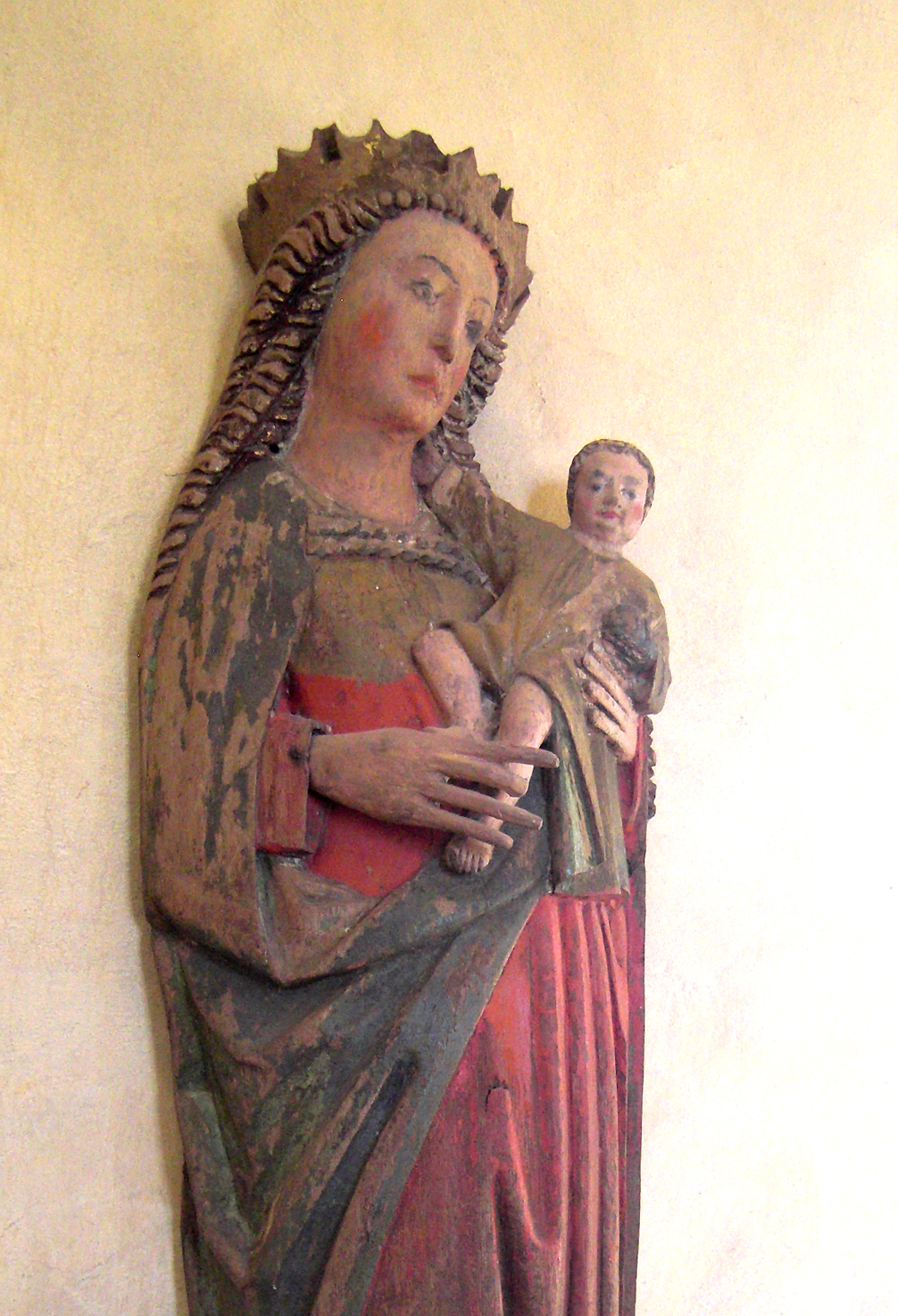
Madonnan.
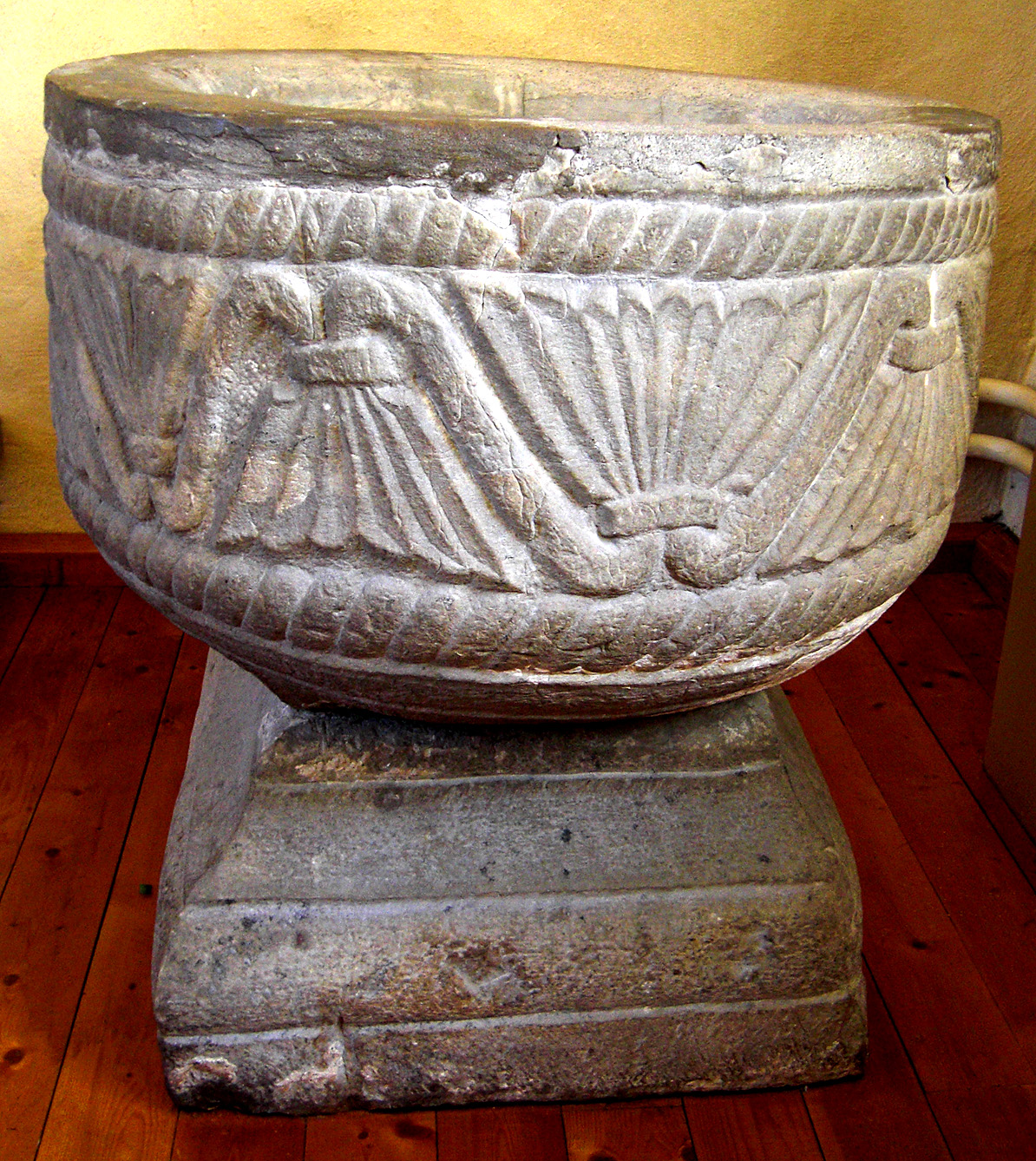
Den romanska dopfunten med palmettmönster.
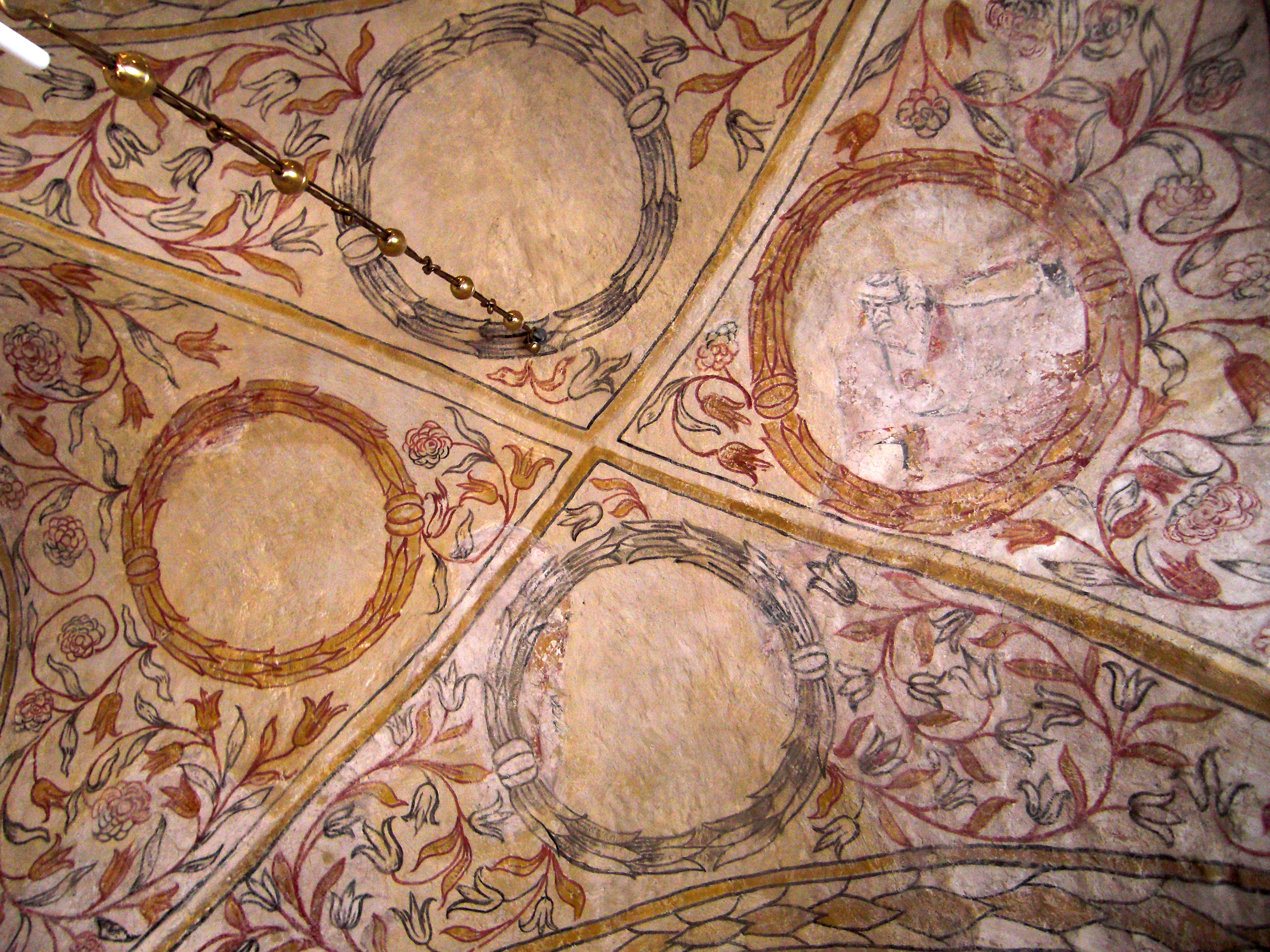
Korets takmålning.
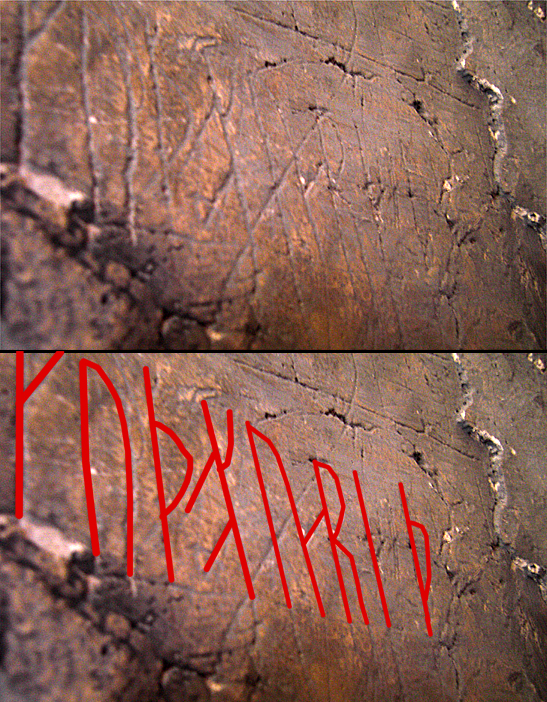
Medeltida runinskrift i putsen i en nisch i koret.
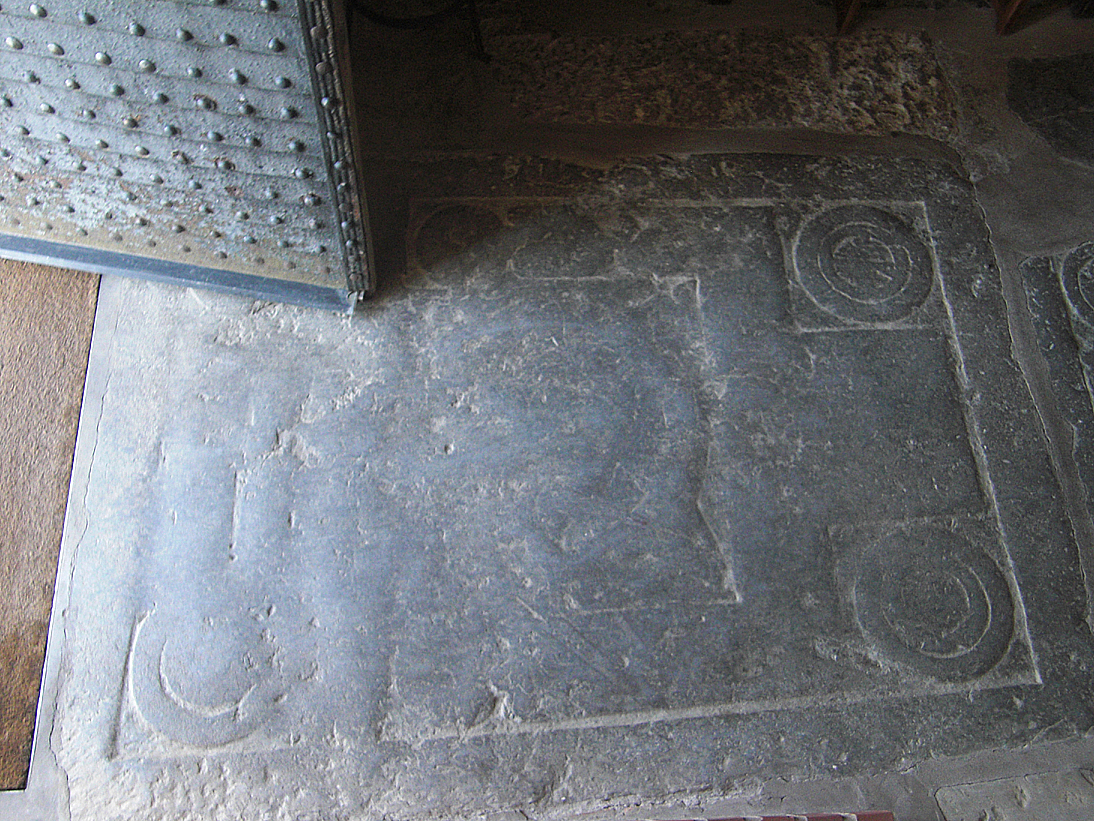
Gravhäll i vapenhuset.
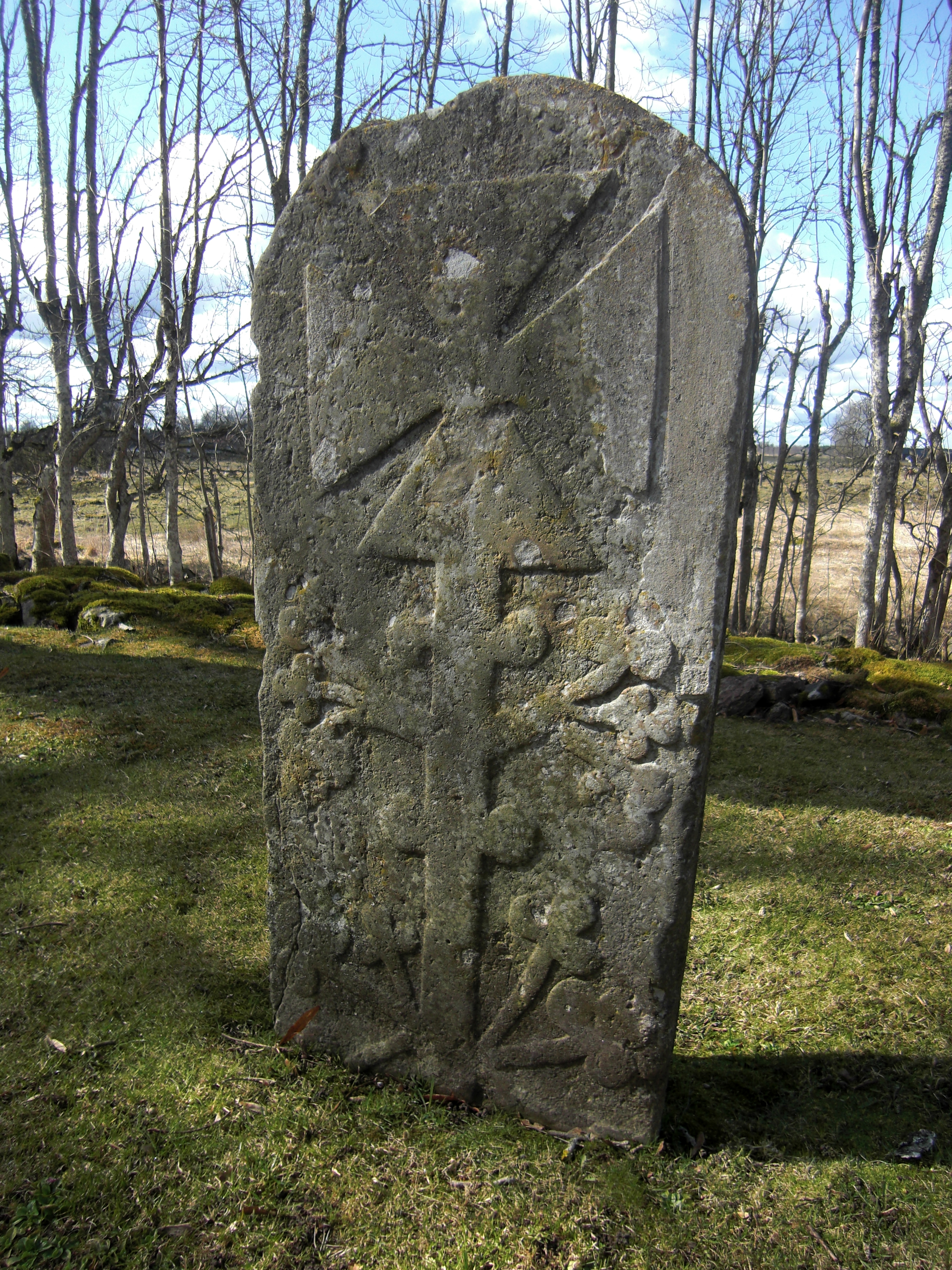
Stavkorshäll på kyrkogården
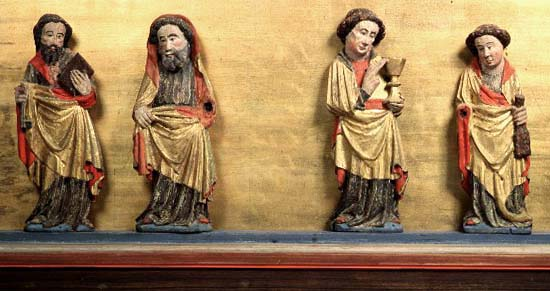
Apostlar från 1300-talets andra hälft.

### Kinnevedskistan
Utanför kyrkans södra långhusvägg finns en romansk gravkista från 1100-talet med utsirade gavelstenar.

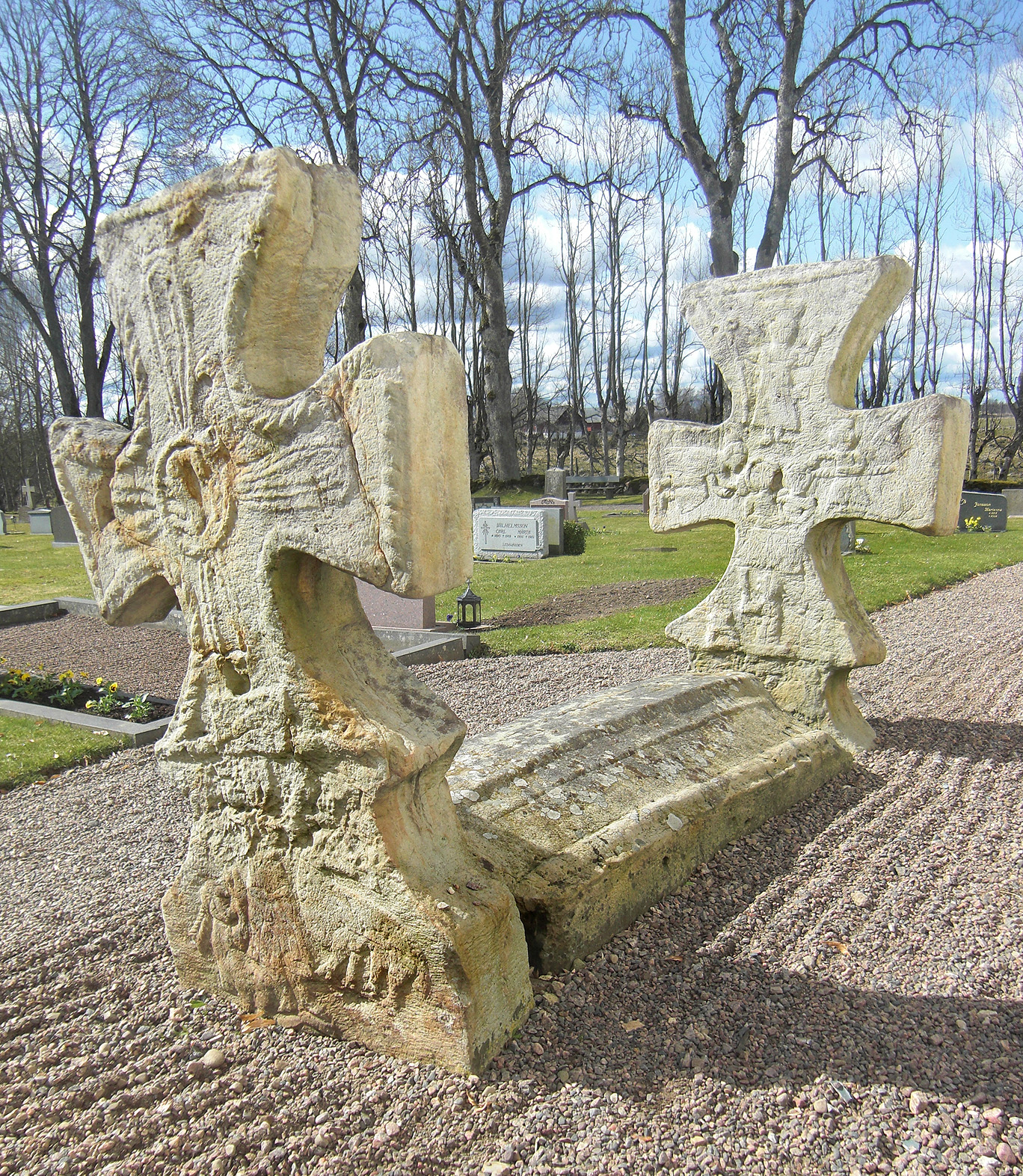
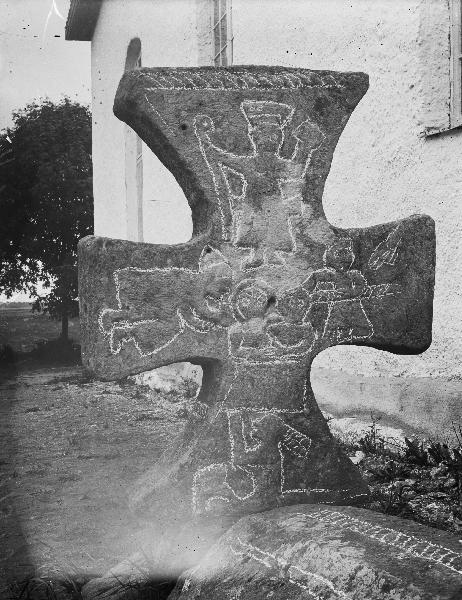
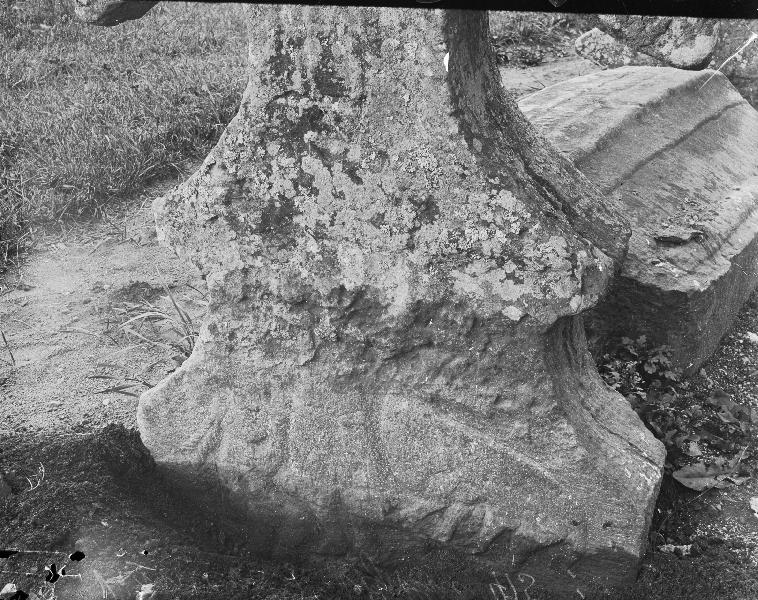
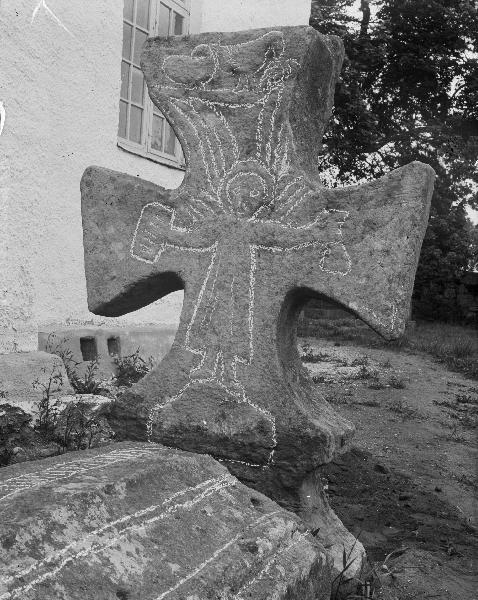
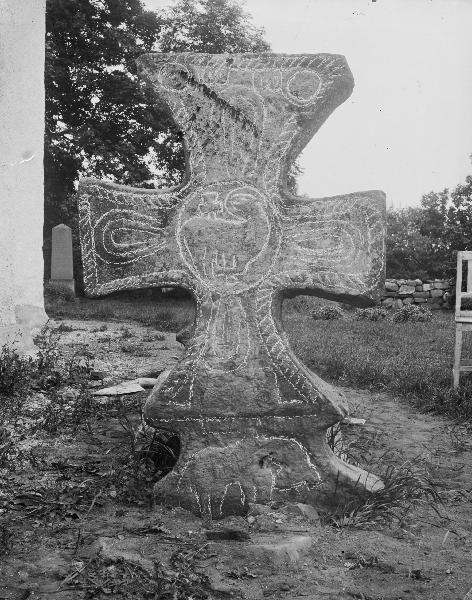
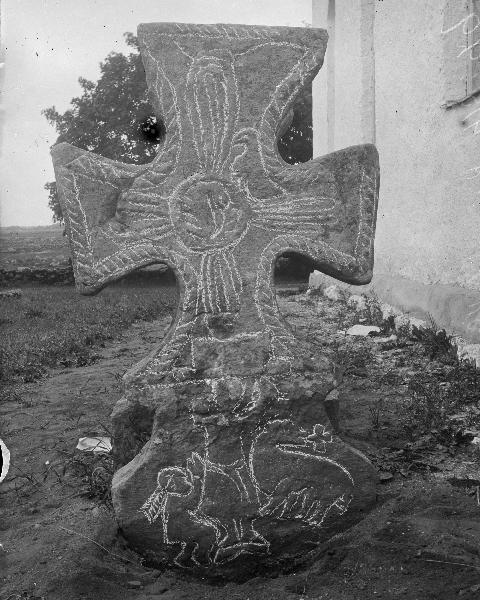